# Список птиц Австралии
Фауна птиц Австралии включает более 800 видов птиц.

## Эндемики Австралии
Около 350 видов птиц являются эндемиками этого зоогеографического региона (Эму, Лирохвосты), включая Новую Гвинею, Новую Каледонию (Кагу) и Новую Зеландию (Киви).

## Страусообразные—Struthioniformes

### Страусовые—Struthionidae
- Африканский страус — Struthio camelus — интродуцирован

### Казуаровые—Casuariidae
- Шлемоносный казуар — Casuarius casuarius
- Эму — Dromaius novaehollandiae
- †Чёрный эму — Dromaius ater
- †Dromaius baudinianus

## Курообразные—Galliformes

### Большеноги—Megapodiidae
- Кустарниковый большеног — Alectura lathami
- Глазчатая курица — Leipoa ocellata
- Megapodius reinwardt

### Фазановые—Phasianidae
- Австралийский перепел — Coturnix pectoralis
- Бурый перепел — Synoicus ypsilophorus
- Расписной перепел — Synoicus chinensis
- Домашняя курица — Gallus gallus
- Обыкновенный фазан — Phasianus colchicus
- Обыкновенный павлин — Pavo cristatus
- Индейка — Meleagris gallopavo

### Зубчатоклювые куропатки—Odontophoridae
- Калифорнийский хохлатый перепел — Callipepla californica

## Гусеобразные—Anseriformes

### Полулапчатые гуси—Anseranatidae
- Полулапчатый гусь — Anseranas semipalmata

### Утиные—Anatidae
- Розовоногая свистящая утка — Dendrocygna eytoni
- Странствующая свистящая утка — Dendrocygna arcuata
- Австралийская савка — Oxyura australis
- Лопастная утка — Biziura lobata
- Крапчатая утка — Stictonetta naevosa
- Лебедь-шипун — Cygnus olor
- Чёрный лебедь — Cygnus atratus
- Канадская казарка — Branta canadensis
- Куриный гусь — Cereopsis novaehollandiae
- Австралийская пеганка — Tadorna tadornoides
- Новозеландская пеганка — Tadorna variegata
- Пеганка-раджа — Tadorna radjah
- Гривистая утка — Chenonetta jubata
- Хлопковый блестящий чирок — Nettapus coromandelianus
- Австралийский блестящий чирок — Nettapus pulchellus
- Кряква — Anas platyrhynchos
- Серая кряква — Anas superciliosa
- Австралийская широконоска — Anas rhynchotis
- Широконоска — Anas clypeata
- Серый чирок — Anas gracilis
- Каштановый чирок — Anas castanea
- Шилохвость — Anas acuta
- Чирок-трескунок — Anas querquedula
- Розовоухая утка — Malacorhynchus membranaceus
- Австралийский нырок — Aythya australis

## Поганкообразные—Podicipediformes

### Поганковые—Podicipedidae
- Австралийская поганка — Tachybaptus novaehollandiae
- Седоголовая поганка — Poliocephalus poliocephalus
- Чомга — Podiceps cristatus

## Пингвинообразные—Sphenisciformes

### Пингвиновые—Spheniscidae
- Королевский пингвин — Aptenodytes patagonicus
- Императорский пингвин — Aptenodytes forsteri
- Папуанский пингвин — Pygoscelis papua
- Пингвин Адели — Pygoscelis adeliae
- Антарктический пингвин — Pygoscelis antarctica
- Хохлатый пингвин — Eudyptes chrysocome
- Толстоклювый пингвин — Eudyptes pachyrhynchus
- Большой пингвин — Eudyptes robustus
- Большой хохлатый пингвин — Eudyptes sclateri
- Золотоволосый пингвин — Eudyptes chrysolophus
- Пингвин Шлегеля — Eudyptes schlegeli
- Малый пингвин — Eudyptula minor
- Магелланов пингвин — Spheniscus magellanicus

## Буревестникообразные—Procellariiformes

### Буревестниковые—Procellariidae
- Обыкновенный нырковый буревестник — Pelecanoides urinatrix
- Георгийский нырковый буревестник — Pelecanoides georgicus
- Южный гигантский буревестник — Macronectes giganteus
- Северный гигантский буревестник — Macronectes halli
- Антарктический глупыш — Fulmarus glacialoides
- Антарктический буревестник — Thalassoica antarctica
- Капский голубок — Daption capense
- Снежный буревестник — Pagodroma nivea
- Кергеленский тайфунник — Lugensa brevirostris
- Таитянский тайфунник — Pseudobulweria rostrata
- Длиннокрылый тайфунник — Pterodroma macroptera
- Белоголовый тайфунник — Pterodroma lessonii
- Тайфунник Соландра — Pterodroma solandri
- Кермадекский тайфунник — Pterodroma neglecta
- Тринидадский тайфунник — Pterodroma arminjoniana
- Мягкопёрый тайфунник — Pterodroma mollis
- Пёстрый тайфунник — Pterodroma inexpectata
- Белошейный тайфунник — Pterodroma externa
- Pterodroma cervicalis
- Тайфунник Баро — Pterodroma baraui
- Чернокрылый тайфунник — Pterodroma nigripennis
- Тайфунник Кука — Pterodroma cookii
- Белокрылый тайфунник — Pterodroma leucoptera
- Голубой буревестник — Halobaena caerulea
- Ширококлювая китовая птичка — Pachyptila vittata
- Китовая птичка Сальвина — Pachyptila salvini
- Антарктическая китовая птичка — Pachyptila desolata
- Тонкоклювая китовая птичка — Pachyptila belcheri
- Снеговая китовая птичка — Pachyptila turtur
- Толстоклювая китовая птичка — Pachyptila crassirostris
- Тайфунник Бульвера — Bulweria bulwerii
- Procellaria aequinoctialis
- Вестландский буревестник — Procellaria westlandica
- Буревестник Паркинсона — Procellaria parkinsoni
- Procellaria cinerea
- Пестролицый буревестник — Calonectris leucomelas
- Клинохвостый буревестник — Puffinus pacificus
- Буллеров буревестник — Puffinus bulleri
- Бледноногий буревестник — Puffinus carneipes
- Розовоногий буревестник — Puffinus creatopus
- Большой пестробрюхий буревестник — Puffinus gravis
- Серый буревестник — Puffinus griseus
- Тонкоклювый буревестник — Puffinus tenuirostris
- Малый буревестник — Puffinus puffinus
- Puffinus gavia
- Буревестник Хаттона — Puffinus huttoni
- Puffinus lherminieri
- Puffinus assimilis
- Puffinus auricularis

### Альбатросовые—Diomedeidae
- Странствующий альбатрос — Diomedea exulans
- Diomedea dabbenena
- Антиподский альбатрос — Diomedea antipodensis
- Альбатрос Гибсона — Diomedea gibsoni
- Южный королевский альбатрос — Diomedea epomophora
- Северный королевский альбатрос — Diomedea sanfordi
- Амстердамский альбатрос — Diomedea amsterdamensis
- Темноспинный альбатрос — Phoebastria immutabilis
- Чернобровый альбатрос — Thalassarche melanophrys
- Thalassarche impavida
- Альбатрос Буллера — Thalassarche bulleri
- Thalassarche platei
- Осторожный альбатрос — Thalassarche cauta
- Белошапочный альбатрос — Thalassarche steadi
- Альбатрос Сальвина — Thalassarche salvini
- Thalassarche eremita
- Желтоклювый альбатрос — Thalassarche chlororhynchos
- Индийский желтоклювый альбатрос — Thalassarche carteri
- Сероголовый альбатрос — Thalassarche chrysostoma
- Темноспинный дымчатый альбатрос — Phoebetria fusca
- Светлоспинный дымчатый альбатрос — Phoebetria palpebrata

### Качурковые—Hydrobatidae
- Качурка Вильсона — Oceanites oceanicus
- Сероспинная качурка — Garrodia nereis
- Белолицая качурка — Pelagodroma marina
- Чернобрюхая качурка — Fregetta tropica
- Белобрюхая качурка — Fregetta grallaria
- Северная качурка — Oceanodroma leucorhoa
- Качурка Матсудайра — Oceanodroma matsudairae

## Пеликанообразные—Pelecaniformes

### Фаэтоновые—Phaethontidae
- Краснохвостый фаэтон — Phaethon rubricauda
- Белохвостый фаэтон — Phaethon lepturus

### Олушевые—Sulidae
- Олуша Абботта — Papasula abbotti
- Капская олуша — Morus capensis
- Австралийская олуша — Morus serrator
- Голуболицая олуша — Sula dactylatra
- †Тасманская олуша — Sula tasmani
- Красноногая олуша — Sula sula
- Бурая олуша — Sula leucogaster

### Змеешейковые—Anhingidae
- Индийская змеешейка — Anhinga melanogaster

### Баклановые—Phalacrocoracidae
- Малый пёстрый баклан — Phalacrocorax melanoleucos
- Белогрудый баклан — Phalacrocorax fuscescens
- Пёстрый баклан — Phalacrocorax varius
- Малый чёрный баклан — Phalacrocorax sulcirostris
- Большой баклан — Phalacrocorax carbo
- Голубоглазый баклан — Leucocarbo atriceps

### Пеликановые—Pelecanidae
- Австралийский пеликан — Pelecanus conspicillatus

### Фрегатовые—Fregatidae
- Большой фрегат — Fregata minor
- Фрегат Ариель — Fregata ariel
- Рождественский фрегат — Fregata andrewsi

## Аистообразные—Ciconiiformes

### Цаплевые—Ardeidae
- Белощёкая цапля — Egretta novaehollandiae
- Малая белая цапля — Egretta garzetta
- Восточная рифовая цапля — Egretta sacra
- Белошейная цапля — Ardea pacifica
- Малайская серая цапля — Ardea sumatrana
- Сорочья цапля — Ardea picata
- Большая белая цапля — Ardea alba
- Средняя белая цапля — Ardea intermedia
- Египетская цапля — Bubulcus ibis
- Зелёная кваква — Butorides striatus
- Обыкновенная кваква — Nycticorax nycticorax
- Каледонская кваква — Nycticorax caledonicus
- Тигровая выпь — Gorsachius melanolophus
- Малая выпь — Ixobrychus minutus
- Китайский волчок — Ixobrychus sinensis
- Мангровый волчок — Ixobrychus flavicollis
- Австралийская выпь — Botaurus poiciloptilus

### Ибисовые—Threskiornithidae
- Каравайка — Plegadis falcinellus
- Молуккский ибис — Threskiornis molucca
- Австралийский ибис — Threskiornis spinicollis
- Королевская колпица — Platalea regia
- Желтоклювая колпица — Platalea flavipes

### Аистовые—Ciconiidae
- Азиатский ябиру — Ephippiorhynchus asiaticus

## Фламингообразные—Phoenicopteriformes

### Фламинговые—Phoenicopteridae
- Красный фламинго — Phoenicopterus ruber

## Соколообразные—Falconiformes

### Ястребиные—Accipitridae
- Скопа — Pandion haliaetus
- Хохлатый коршун — Aviceda subcristata
- Черноплечий дымчатый коршун — Elanus axillaris
- Буквокрылый дымчатый коршун — Elanus scriptus
- Чубатый коршун — Lophoictinia isura
- Черногрудый канюковый коршун — Hamirostra melanosternon
- Чёрный коршун — Milvus migrans
- Коршун-свистун — Haliastur sphenurus
- Браминский коршун — Haliastur indus
- Белобрюхий орлан — Haliaeetus leucogaster
- Пятнистый лунь — Circus assimilis
- Circus approximans
- Австралийский бурый ястреб — Accipiter fasciatus
- Светлый ястреб — Accipiter novaehollandiae
- Ошейниковый ястреб — Accipiter cirrocephalus
- Красный ястреб — Erythrotriorchis radiatus
- Молуккский орёл — Aquila gurneyi
- Клинохвостый орёл — Aquila audax
- Австралийский орёл-карлик — Hieraaetus morphnoides

### Соколиные—Falconidae
- Бурый сокол — Falco berigora
- Австралийский чеглок — Falco longipennis
- Серый сокол — Falco hypoleucos
- Чёрный сокол — Falco subniger
- Сапсан — Falco peregrinus
- Седобородая пустельга — Falco cenchroides

## Журавлеобразные—Gruiformes

### Журавлиные—Gruidae
- Индийский журавль — Grus antigone
- Австралийский журавль — Grus rubicunda

### Пастушковые—Rallidae
- Трёхцветный полосатый погоныш — Rallina tricolor
- Красноногий полосатый погоныш — Rallina fasciata
- Полосатый пастушок — Gallirallus philippensis
- Лесной пастушок — Gallirallus sylvestris
- Австралийский пастушок — Rallus pectoralis
- Филиппинский малый пастушок — Amaurornis olivaceus
- Белогрудый малый пастушок — Amaurornis phoenicurus
- Погоныш-крошка — Porzana pusilla
- Австралийский погоныш — Porzana fluminea
- Красноногий погоныш — Porzana fusca
- Крапчатый погоныш — Porzana tabuensis
- Белобровый погоныш — Porzana cinerea
- Каштановогрудый мангровый пастушок — Eulabeornis castaneoventris
- Рогатая камышница — Gallicrex cinerea
- Султанка — Porphyrio porphyrio
- †Белая султанка — Porphyrio albus
- Тёмная камышница — Gallinula tenebrosa
- Чернохвостая камышница — Gallinula ventralis
- Тасманская камышница — Gallinula mortierii
- Лысуха — Fulica atra

### Дрофиные—Otididae
- Австралийская большая дрофа — Ardeotis australis

## Трёхперстки—Turniciformes

### Трёхперстковые—Turnicidae
- Красноспинная трёхперстка — Turnix maculosa
- Малая трёхперстка — Turnix velox
- Красногрудая трёхперстка — Turnix pyrrhothorax
- Каштановоспинная трёхперстка — Turnix castanota
- Turnix olivii
- Расписная трёхперстка — Turnix varia
- Черногрудая трёхперстка — Turnix melanogaster

## Ржанкообразные—Charadriiformes

### Австралийские странники—Pedionomidae
- Австралийский странник — Pedionomus torquatus

### Бекасовые—Scolopacidae
- Японский бекас — Gallinago hardwickii
- Азиатский бекас — Gallinago stenura
- Лесной дупель — Gallinago megala
- Большой веретенник — Limosa limosa
- Канадский веретенник — Limosa haemastica
- Малый веретенник — Limosa lapponica
- Кроншнеп-малютка — Numenius minutus
- Средний кроншнеп — Numenius phaeopus
- Дальневосточный кроншнеп — Numenius madagascariensis
- Длиннохвостый песочник — Bartramia longicauda
- Щёголь — Tringa erythropus
- Травник — Tringa totanus
- Поручейник — Tringa stagnatilis
- Большой улит — Tringa nebularia
- Желтоногий улит — Tringa flavipes
- Фифи — Tringa glareola
- Черныш — Tringa ochropus
- Мородунка — Xenus cinereus
- Перевозчик — Actitis hypoleucos
- Пепельный улит — Heteroscelus brevipes
- Американский пепельный улит — Heteroscelus incanus
- Камнешарка — Arenaria interpres
- Азиатский бекасовидный веретенник — Limnodromus semipalmatus
- Короткоклювый американский бекасовидный веретенник — Limnodromus griseus
- Большой песочник — Calidris tenuirostris
- Исландский песочник — Calidris canutus
- Песчанка — Calidris alba
- Кулик-воробей — Calidris minuta
- Песочник-красношейка — Calidris ruficollis
- Длиннопалый песочник — Calidris subminuta
- Бонапартов песочник — Calidris fuscicollis
- Бэрдов песочник — Calidris bairdii
- Дутыш — Calidris melanotos
- Острохвостый песочник — Calidris acuminata
- Чернозобик — Calidris alpina
- Краснозобик — Calidris ferruginea
- Ходулочниковый песочник — Micropalama himantopus
- Канадский песочник — Tryngites subruficollis
- Грязовик — Limicola falcinellus
- Турухтан — Philomachus pugnax
- Трёхцветный плавунчик — Phalaropus tricolor
- Круглоносый плавунчик — Phalaropus lobatus
- Плосконосый плавунчик — Phalaropus fulicarius

### Цветные бекасы—Rostratulidae
- Цветной бекас — Rostratula australis

### Якановые—Jacanidae
- Гребенчатая якана — Irediparra gallinacea
- Водяной фазанчик — Hydrophasianus chirurgus

### Белые ржанки—Chionididae
- Малая белая ржанка — Chionis minor

### Авдотковые—Burhinidae
- Австралийская авдотка — Burhinus grallarius
- Австралийская рифовая авдотка — Esacus neglectus

### Кулики-сороки—Haematopodidae
- Австралийский пегий кулик-сорока — Haematopus longirostris
- Австралийский кулик-сорока — Haematopus fuliginosus
- Новозеландский пегий кулик-сорока — Haematopus finschi

### Шилоклювковые—Recurvirostridae
- Ходулочник — Himantopus himantopus
- Полосатый ходулочник — Cladorhynchus leucocephalus
- Австралийская шилоклювка — Recurvirostra novaehollandiae

### Ржанковые—Charadriidae
- Бурокрылая ржанка — Pluvialis fulva
- Тулес — Pluvialis squatarola
- Галстучник — Charadrius hiaticula
- Малый зуёк — Charadrius dubius
- Морской зуёк — Charadrius alexandrinus
- Красношапочный зуёк — Charadrius ruficapillus
- Двухполосый зуёк — Charadrius bicinctus
- Монгольский зуёк — Charadrius mongolus
- Большеклювый зуёк — Charadrius leschenaultii
- Каспийский зуёк — Charadrius asiaticus
- Восточный зуёк — Charadrius veredus
- Пустынный австралийский зуёк — Charadrius australis
- Чернолобый зуёк — Elseyornis melanops
- Красноголовый капюшоновый зуёк — Thinornis rubricollis
- Черногрудый зуёк — Erythrogonys cinctus
- Чернобрюхий чибис — Vanellus tricolor
- Солдатский чибис — Vanellus miles
- Серый чибис — Vanellus cinereus

### Тиркушковые—Glareolidae
- Восточная тиркушка — Glareola maldivarum
- Длинноногая тиркушка — Stiltia isabella

### Чайковые—Laridae
- Бурый поморник — Catharacta antarctica
- Южнополярный поморник — Catharacta maccormicki
- Средний поморник — Stercorarius pomarinus
- Короткохвостый поморник — Stercorarius parasiticus
- Длиннохвостый поморник — Stercorarius longicauda
- Большеклювая чайка — Larus pacificus
- Чернохвостая чайка — Larus crassirostris
- Доминиканская чайка — Larus dominicanus
- Австралийская чайка — Larus novaehollandiae
- Обыкновенная чайка — Larus ridibundus
- Ацтекская чайка — Larus atricilla
- Франклинова чайка — Larus pipixcan
- Вилохвостая чайка — Xema sabini
- Чайконосая крачка — Sterna nilotica
- Чеграва — Sterna caspia
- Бенгальская крачка — Sterna bengalensis
- Большая хохлатая крачка — Sterna bergii
- Розовая крачка — Sterna dougallii
- Белолобая крачка — Sterna striata
- Светлая крачка — Sterna sumatrana
- Обыкновенная крачка — Sterna hirundo
- Полярная крачка — Sterna paradisaea
- Антарктическая крачка — Sterna vittata
- Малая крачка — Sterna albifrons
- Австралийская крачка — Sterna nereis
- Бурокрылая крачка — Sterna anaethetus
- Тёмная крачка — Sterna fuscata
- Белощёкая болотная крачка — Chlidonias hybridus
- Белокрылая болотная крачка — Chlidonias leucopterus
- Чёрная болотная крачка — Chlidonias niger
- Обыкновенная глупая крачка — Anous stolidus
- Чёрная глупая крачка — Anous minutus
- Малая глупая крачка — Anous tenuirostris
- Серая глупая крачка — Procelsterna cerulea
- Белая крачка — Gygis alba

## Голубеобразные—Columbiformes

### Голубиные—Columbidae
- Новозеландские плодоядные голуби — Hemiphaga
  - Новозеландский плодоядный голубь — Hemiphaga novaeseelandiae
- Куриные голуби — Gallicolumba
  - †Норфолкский куриный голубь — Gallicolumba norfolciensis
- Голуби — Columba
  - Белогорлый голубь — Columba vitiensis
  - Сизый голубь — Columba livia
  - Чёрно-белый голубь — Columba leucomela
- Горлицы — Streptopelia
  - Малая горлица — Streptopelia senegalensis
  - Пятнистая горлица — Streptopelia chinensis
- Кукушковые горлицы — Macropygia
  - Розовогрудая кукушковая горлица — Macropygia amboinensis
- Земляные голуби — Chalcophaps
  - Изумрудный голубь — Chalcophaps indica
- Бронзовокрылые голуби-фапс — Phaps
  - Обыкновенный бронзовокрылый голубь-фапс — Phaps chalcoptera
  - Кустарниковый бронзовокрылый голубь-фапс — Phaps elegans
  - Бронзовокрылый голубь-фапс-арлекин — Phaps histrionica
- Хохлатые бронзовокрылые голуби — Ocyphaps
  - Хохлатый бронзовокрылый голубь — Ocyphaps lophotes
- Geophaps
  - Острохохлый каменный голубь — Geophaps plumifera
  - Гологлазый каменный голубь — Geophaps smithii
  - Куропатковый каменный голубь — Geophaps scripta
- Каменные голуби — Petrophassa
  - Белокрылый каменный голубь — Petrophassa albipennis
  - Краснокрылый каменный голубь — Petrophassa rufipennis
- Полосатые горлицы — Geopelia
  - Бриллиантовая полосатая горлица — Geopelia cuneata
  - Полосатая горлица — Geopelia striata
  - Медношейная полосатая горлица — Geopelia humeralis
- Пятнистобокие горлицы — Leucosarcia
  - Пятнистобокая горлица — Leucosarcia melanoleuca
- Пёстрые голуби — Ptilinopus
  - Чернокрылый пёстрый голубь — Ptilinopus cinctus
  - Длиннохвостый пёстрый голубь — Ptilinopus magnificus
  - Великолепный пёстрый голубь — Ptilinopus superbus
  - Розовошапочный пёстрый голубь — Ptilinopus regina
- Плодоядные голуби — Ducula
  - Синехвостый плодоядный голубь — Ducula concinna
  - Тёмный плодоядный голубь — Ducula whartoni
  - Черношеий плодоядный голубь — Ducula mullerii
  - Двуцветный плодоядный голубь — Ducula bicolor
- Чубатые плодоядные голуби — Lopholaimus
  - Чубатый плодоядный голубь — Lopholaimus antarcticus

## Попугаеобразные—Psittaciformes

### Какаду—Cacatuidae
- Чёрный какаду — Probosciger aterrimus
- Траурный какаду Бэнкса — Calyptorhynchus banksii
- Буроголовый траурный какаду — Calyptorhynchus lathami
- Траурный какаду — Calyptorhynchus funereus
- Белохвостый траурный какаду — Calyptorhynchus latirostris
- Белоухий траурный какаду — Calyptorhynchus baudinii
- Шлемоносный какаду — Callocephalon fimbriatum
- Розовый какаду — Eolophus roseicapilla
- Носатый какаду — Cacatua tenuirostris
- Тонкоклювый какаду — Cacatua pastinator
- Гологлазый какаду — Cacatua sanguinea
- Какаду-инка — Cacatua leadbeateri
- Большой желтохохлый какаду — Cacatua galerita
- Корелла — Nymphicus hollandicus

### Попугаевые—Psittacidae
- Многоцветный лорикет — Trichoglossus haematodus
- Чешуйчатогрудый лорикет — Trichoglossus chlorolepidotus
- Исчерченный лорикет — Psitteuteles versicolor
- Мускусный лорикет — Glossopsitta concinna
- Крошечный мускусный лорикет — Glossopsitta pusilla
- Венценосный мускусный лорикет — Glossopsitta porphyrocephala
- Зелёно-красный благородный попугай — Eclectus roratus
- Краснощёкий попугай Жоффруа — Geoffroyus geoffroyi
- Златобокий фиговый попугайчик — Cyclopsitta diophthalma
- Австралийский королевский попугай — Alisterus scapularis
- Краснокрылый попугай — Aprosmictus erythropterus
- Баррабандов роскошный попугай — Polytelis swainsonii
- Горный роскошный попугай — Polytelis anthopeplus
- Попугай Александры — Polytelis alexandrae
- Зелёная розелла — Platycercus caledonicus
- Красная розелла — Platycercus elegans
- Пёстрая розелла — Platycercus eximius
- Бледноголовая розелла — Platycercus adscitus
- Черноголовая розелла — Platycercus venustus
- Желтощёкая розелла — Platycercus icterotis
- Барнардов попугай — Barnardius zonarius
- Красношапочный попугай — Purpureicephalus spurius
- Кровавобрюхий краснохвостый попугай — Northiella haematogaster
- Ласточковый лори — Lathamus discolor
- Красноспинный певчий попугай — Psephotus haematonotus
- Разноцветный певчий попугай — Psephotus varius
- Златоплечий певчий попугай — Psephotus chrysopterygius
- Синелицый певчий попугай — Psephotus dissimilis
- †Райский певчий попугай — Psephotus pulcherrimus
- Краснолобый прыгающий попугай — Cyanoramphus novaezelandiae
- Волнистый попугайчик — Melopsittacus undulatus
- Розовобрюхий травяной попугайчик — Neopsephotus bourkii
- Синекрылый травяной попугайчик — Neophema chrysostoma
- Элегантный травяной попугайчик — Neophema elegans
- Скальный травяной попугайчик — Neophema petrophila
- Златобрюхий травяной попугайчик — Neophema chrysogaster
- Лазурный травяной попугайчик — Neophema pulchella
- Красногрудый травяной попугайчик — Neophema splendida
- Земляной попугай — Pezoporus wallicus
- Ночной попугай — Pezoporus occidentalis
- †Тонкоклювый нестор — Nestor productus

## Кукушкообразные—Cuculiformes

### Кукушковые—Cuculidae
- Глухая кукушка — Cuculus saturatus
- Бледная кукушка — Cuculus pallidus
- Кустарниковая кукушка — Cacomantis variolosus
- Темнобрюхая кукушка — Cacomantis castaneiventris
- Веерохвостая щетинистая кукушка — Cacomantis flabelliformis
- Черноухая бронзовая кукушка — Chrysococcyx osculans
- Краснохвостая бронзовая кукушка — Chrysococcyx basalis
- Блестящая бронзовая кукушка — Chrysococcyx lucidus
- Малая бронзовая кукушка — Chrysococcyx minutillus
- Chrysococcyx russatus
- Коэль — Eudynamys scolopaceus
- Длиннохвостая кукушка — Eudynamys taitensis
- Исполинская кукушка — Scythrops novaehollandiae

### Шпорцевые кукушки—Centropodidae
- Фазанья шпорцевая кукушка — Centropus phasianinus

## Совообразные—Strigiformes

### Совиные—Strigidae
- Гигантская иглоногая сова — Ninox strenua
- Рыжая иглоногая сова — Ninox rufa
- Лающая иглоногая сова — Ninox connivens
- Кукушечья иглоногая сова — Ninox novaeseelandiae
- Иглоногая сова — Ninox scutulata
- Ninox natalis

### Сипуховые—Tytonidae
- Чёрная сипуха — Tyto tenebricosa
- Малая чёрная сипуха — Tyto multipunctata
- Австралийская сипуха — Tyto novaehollandiae
- Обыкновенная сипуха — Tyto alba
- Травяная восточная сипуха — Tyto longimembris

## Козодоеобразные—Caprimulgiformes

### Совиные козодои—Podargidae
- Исполинский белоног — Podargus strigoides
- Папуанский белоног — Podargus papuensis
- Мраморный белоног — Podargus ocellatus

### Настоящие козодои—Caprimulgidae
- Белогорлый южноазиатский козодой — Eurostopodus mystacalis
- Козодой-аргус — Eurostopodus argus
- Козодой Хорсфильда — Caprimulgus macrurus
- Саванный козодой — Caprimulgus affinis

### Совиные лягушкороты—Aegothelidae
- Карликовый белоног — Aegotheles cristatus

## Стрижеобразные—Apodiformes

### Стрижиные—Apodidae
- Белобрюхая салангана — Collocalia esculenta
- Белогузая салангана — Collocalia spodiopygius
- Серая салангана — Collocalia vanikorensis
- Колючехвост — Hirundapus caudacutus
- Белопоясничный стриж — Apus pacificus
- Малый стриж — Apus affinis

## Ракшеобразные—Coraciiformes

### Зимородковые—Alcedinidae
- Лазурный зимородок — Alcedo azurea
- Мангровый зимородок — Alcedo pusilla

### Альционовые—Halcyonidae
- Белохвостый райский зимородок — Tanysiptera sylvia
- Смеющаяся кукабара — Dacelo novaeguineae
- Синекрылая кукабара — Dacelo leachii
- Малая желтоклювая альциона — Syma torotoro
- Лесная альциона — Todiramphus macleayii
- Краснопоясная альциона — Todiramphus pyrrhopygia
- Священная альциона — Todiramphus sanctus
- Белошейная альциона — Todiramphus chloris

### Щурковые—Meropidae
- Радужная щурка — Merops ornatus

### Сизоворонковые—Coraciidae
- Восточный широкорот — Eurystomus orientalis

## Воробьинообразные—Passeriformes

### Питтовые—Pittidae
- Краснобрюхая питта — Erythropitta erythrogaster
- Молуккская питта — Pitta moluccensis
- Крикливая питта — Pitta versicolor
- Радужная питта — Pitta iris

### Лирохвосты—Menuridae
- Альбертова птица-лира — Menura alberti
- Большая птица-лира — Menura novaehollandiae

### Кустарниковые птицы—Atrichornithidae
- Рыжая кустарниковая птица — Atrichornis rufescens
- Крикливая кустарниковая птица — Atrichornis clamosus

### Ложнопищуховые—Climacteridae
- Белогорлая ложнопищуха — Cormobates leucophaeus
- Белобровая ложнопищуха — Climacteris affinis
- Краснобровая ложнопищуха — Climacteris erythrops
- Полевая ложнопищуха — Climacteris picumnus
- Чернохвостая ложнопищуха — Climacteris melanura
- Рыжебрюхая ложнопищуха — Climacteris rufa

### Малюровые—Maluridae
- Лиловошапочный расписной малюр — Malurus coronatus
- Прекрасный расписной малюр — Malurus cyaneus
- Блестящий расписной малюр — Malurus splendens
- Разноцветный расписной малюр — Malurus lamberti
- Изящный расписной малюр — Malurus amabilis
- Синегрудый расписной малюр — Malurus pulcherrimus
- Краснокрылый расписной малюр — Malurus elegans
- Белокрылый расписной малюр — Malurus leucopterus
- Красноспинный расписной малюр — Malurus melanocephalus
- Краснолобый мягкохвостый малюр — Stipiturus malachurus
- Бледный мягкохвостый малюр — Stipiturus mallee
- Красноголовый мягкохвостый малюр — Stipiturus ruficeps
- Ошейниковый травяной малюр — Amytornis barbatus
- Чернобрюхий травяной малюр — Amytornis housei
- Белогорлый травяной крапивник — Amytornis woodwardi
- Северный травяной малюр — Amytornis dorotheae
- Полосчатый травяной малюр — Amytornis striatus
- Короткохвостый травяной крапивник — Amytornis merrotsyi
- Пестроспинный травяной малюр — Amytornis goyderi
- Толстоклювый травяной малюр — Amytornis textilis
- Бурогрудый травяной малюр — Amytornis purnelli
- Калкадунский травяной крапивник — Amytornis ballarae

### Pardalotidae
- Pardalotus punctatus
- Pardalotus quadragintus
- Pardalotus rubricatus
- Pardalotus striatus
- Dasyornis brachypterus
- Dasyornis longirostris
- Dasyornis broadbenti
- Pycnoptilus floccosus
- Origma solitaria
- Oreoscopus gutturalis
- Sericornis citreogularis
- Sericornis frontalis
- Sericornis humilis
- Sericornis keri
- Sericornis magnirostris
- Sericornis beccarii
- Acanthornis magnus
- Hylacola pyrrhopygia
- Hylacola cauta
- Calamanthus fuliginosus
- Calamanthus campestris
- Pyrrholaemus brunneus
- Chthonicola sagittatus
- Smicrornis brevirostris
- Gerygone mouki
- Gerygone modesta
- Gerygone tenebrosa
- Gerygone levigaster
- Gerygone insularis
- Gerygone fusca
- Gerygone magnirostris
- Gerygone chloronotus
- Gerygone palpebrosa
- Gerygone olivacea
- Acanthiza katherina
- Acanthiza pusilla
- Acanthiza apicalis
- Acanthiza ewingii
- Acanthiza uropygialis
- Acanthiza robustirostris
- Acanthiza inornata
- Acanthiza reguloides
- Acanthiza iredalei
- Acanthiza chrysorrhoa
- Acanthiza nana
- Acanthiza lineata
- Aphelocephala leucopsis
- Aphelocephala pectoralis
- Aphelocephala nigricincta

### Meliphagidae
- Anthochaera carunculata
- Anthochaera paradoxa
- Anthochaera chrysoptera
- Anthochaera lunulata
- Acanthagenys rufogularis
- Plectorhyncha lanceolata
- Philemon buceroides
- Philemon argenticeps
- Philemon corniculatus
- Philemon citreogularis
- Xanthomyza phrygia
- Entomyzon cyanotis
- Manorina melanophrys
- Manorina melanocephala
- Manorina flavigula
- Manorina melanotis
- Xanthotis macleayana
- Xanthotis flaviventer
- Meliphaga lewinii
- Meliphaga notata
- Meliphaga gracilis
- Meliphaga albilineata
- Lichenostomus frenatus
- Lichenostomus hindwoodi
- Lichenostomus chrysops
- Lichenostomus virescens
- Lichenostomus versicolor
- Lichenostomus fasciogularis
- Lichenostomus unicolor
- Lichenostomus flavus
- Lichenostomus leucotis
- Lichenostomus flavicollis
- Lichenostomus melanops
- Lichenostomus cratitius
- Lichenostomus keartlandi
- Lichenostomus ornatus
- Lichenostomus plumulus
- Lichenostomus fuscus
- Lichenostomus flavescens
- Lichenostomus penicillatus
- Melithreptus gularis
- Melithreptus validirostris
- Melithreptus brevirostris
- Melithreptus albogularis
- Melithreptus lunatus
- Melithreptus affinis
- Glycichaera fallax
- Lichmera indistincta
- Trichodere cockerelli
- Grantiella picta
- Phylidonyris pyrrhoptera
- Phylidonyris novaehollandiae
- Phylidonyris nigra
- Phylidonyris albifrons
- Phylidonyris melanops
- Ramsayornis modestus
- Ramsayornis fasciatus
- Conopophila albogularis
- Conopophila rufogularis
- Conopophila whitei
- Acanthorhynchus tenuirostris
- Acanthorhynchus superciliosus
- Certhionyx pectoralis
- Certhionyx niger
- Certhionyx variegatus
- Myzomela obscura
- Myzomela erythrocephala
- Myzomela sanguinolenta
- Epthianura tricolor
- Epthianura aurifrons
- Epthianura crocea
- Epthianura albifrons
- Ashbyia lovensis

### Petroicidae
- Microeca fascinans
- Microeca flavigaster
- Microeca griseoceps
- Petroica multicolor
- Petroica goodenovii
- Petroica phoenicea
- Petroica rosea
- Petroica rodinogaster
- Melanodryas cucullata
- Melanodryas vittata
- Tregellasia capito
- Tregellasia leucops
- Eopsaltria australis
- Eopsaltria griseogularis
- Eopsaltria georgiana
- Eopsaltria pulverulenta
- Poecilodryas superciliosa
- Heteromyias albispecularis
- Drymodes superciliaris
- Drymodes brunneopygia

### Orthonychidae
- Orthonyx temminckii
- Orthonyx spaldingii
- Orthonyx hulpandii

### Pomatostomidae
- Pomatostomus temporalis
- Pomatostomus superciliosus
- Pomatostomus halli
- Pomatostomus ruficeps

### Cinclosomatidae
- Psophodes olivaceus
- Psophodes nigrogularis
- Psophodes cristatus
- Psophodes occidentalis
- Cinclosoma punctatum
- Cinclosoma castanotum
- Cinclosoma cinnamomeum
- Cinclosoma castaneothorax

### Neosittidae
- Daphoenositta chrysoptera

### Pachycephalidae
- Falcunculus frontatus
- Oreoica gutturalis
- Pachycephala olivacea
- Pachycephala rufogularis
- Pachycephala inornata
- Pachycephala pectoralis
- Pachycephala melanura
- Pachycephala simplex
- Pachycephala rufiventris
- Pachycephala lanioides
- Colluricincla megarhyncha
- Colluricincla boweri
- Colluricincla woodwardi
- Colluricincla harmonica

### Dicruridae
- Machaerirhynchus flaviventer
- Monarcha melanopsis
- Monarcha frater
- Monarcha trivirgatus
- Monarcha leucotis
- Arses telescophthalmus
- Arses kaupi
- Myiagra ruficollis
- Myiagra rubecula
- Myiagra cyanoleuca
- Myiagra alecto
- Myiagra inquieta
- Grallina cyanoleuca
- Rhipidura rufifrons
- Rhipidura fuliginosa
- Rhipidura cervina -
- Rhipidura phasiana
- Rhipidura rufiventris
- Rhipidura leucophrys
- Dicrurus bracteatus

### Campephagidae
- Coracina novaehollandiae
- Coracina lineata
- Coracina papuensis
- Coracina tenuirostris
- Coracina maxima
- Lalage sueurii
- Lalage leucomela
- Lalage leucopyga

### Oriolidae
- Oriolus flavocinctus
- Oriolus sagittatus
- Sphecotheres viridis

### Artamidae
- Artamus leucorynchus
- Artamus personatus
- Artamus superciliosus
- Artamus cinereus
- Artamus cyanopterus
- Artamus minor
- Cracticus quoyi
- Cracticus torquatus
- Cracticus mentalis
- Cracticus nigrogularis
- Gymnorhina tibicen
- Strepera graculina
- Strepera fuliginosa
- Strepera versicolor

### Paradisaeidae
- Ptiloris paradiseus
- Ptiloris victoriae
- Ptiloris magnificus
- Manucodia keraudrenii

### Corvidae
- Corvus coronoides
- Corvus tasmanicus
- Corvus mellori
- Corvus bennetti
- Corvus orru

### Corcoracidae
- Corcorax melanorhamphos
- Struthidea cinerea

### Laniidae
- Lanius cristatus

### Ptilonorhynchidae
- Ailuroedus melanotis
- Ailuroedus crassirostris
- Scenopoeetes dentirostris
- Prionodura newtoniana
- Sericulus chrysocephalus
- Ptilonorhynchus violaceus
- Chlamydera maculata
- Chlamydera guttata
- Chlamydera nuchalis
- Chlamydera cerviniventris

### Alaudidae
- Mirafra javanica
- Alauda arvensis

### Motacillidae
- Anthus novaeseelandiae
- Anthus cervinus
- Motacilla flava
- Motacilla citreola
- Motacilla cinerea
- Motacilla alba
- Motacilla lugens

### Passeridae
- Passer domesticus
- Passer montanus
- Taeniopygia guttata
- Taeniopygia bichenovii
- Poephila acuticauda
- Poephila cincta
- Poephila personata
- Neochmia phaeton
- Neochmia ruficauda
- Neochmia modesta
- Neochmia temporalis
- Stagonopleura guttata
- Stagonopleura bella
- Stagonopleura oculata
- Emblema pictum
- Lonchura punctulata
- Lonchura flaviprymna
- Lonchura castaneothorax
- Lonchura oryzivora
- Lonchura pallida
- Heteromunia pectoralis
- Erythrura trichroa
- Erythrura gouldiae

### Fringillidae
- Fringilla coelebs
- Carduelis chloris
- Carduelis carduelis
- Carduelis flammea

### Emberizidae
- Emberiza citrinella

### Nectariniidae
- Nectarinia jugularis

### Dicaeidae
- Dicaeum hirundinaceum
- Dicaeum geelvinkianum

### Hirundinidae
- Cheramoeca leucosternus
- Hirundo rustica
- Hirundo neoxena
- Hirundo daurica
- Hirundo nigricans
- Hirundo ariel
- Hirundo dasypus

### Pycnonotidae
- Pycnonotus jocosus

### Sylviidae
- Acrocephalus stentoreus
- Acrocephalus orientalis
- Phylloscopus borealis
- Megalurus timoriensis
- Megalurus gramineus
- Eremiornis carteri
- Cincloramphus mathewsi
- Cincloramphus cruralis
- Cisticola juncidis
- Cisticola exilis

### Zosteropidae
- Zosterops natalis
- Zosterops citrinella
- Zosterops luteus
- Zosterops lateralis
- Zosterops strenuus -
- Zosterops tenuirostris -
- Zosterops albogularis

### Muscicapidae
- Zoothera lunulata
- Zoothera heinei
- Turdus merula
- Turdus poliocephalus
- Turdus philomelos
- Ficedula narcissina
- Cyanoptila cyanomelana
- Monticola solitarius

### Sturnidae
- Aplonis fusca -
- Aplonis metallica
- Aplonis cantoroides
- Sturnus vulgaris
- Acridotheres tristis[1]

## Галерея птиц Австралии

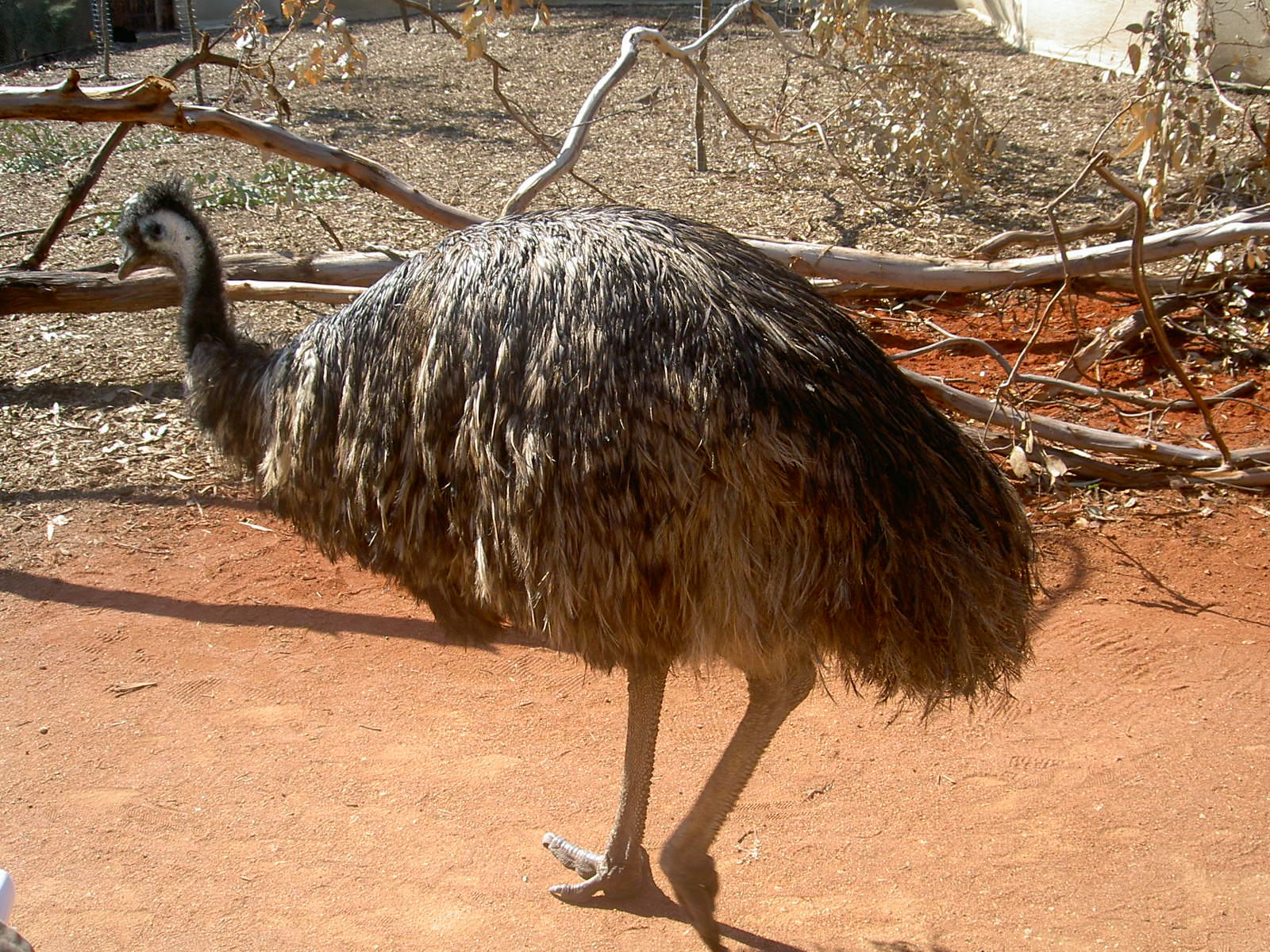
Эму, Dromaius novaehollandiae
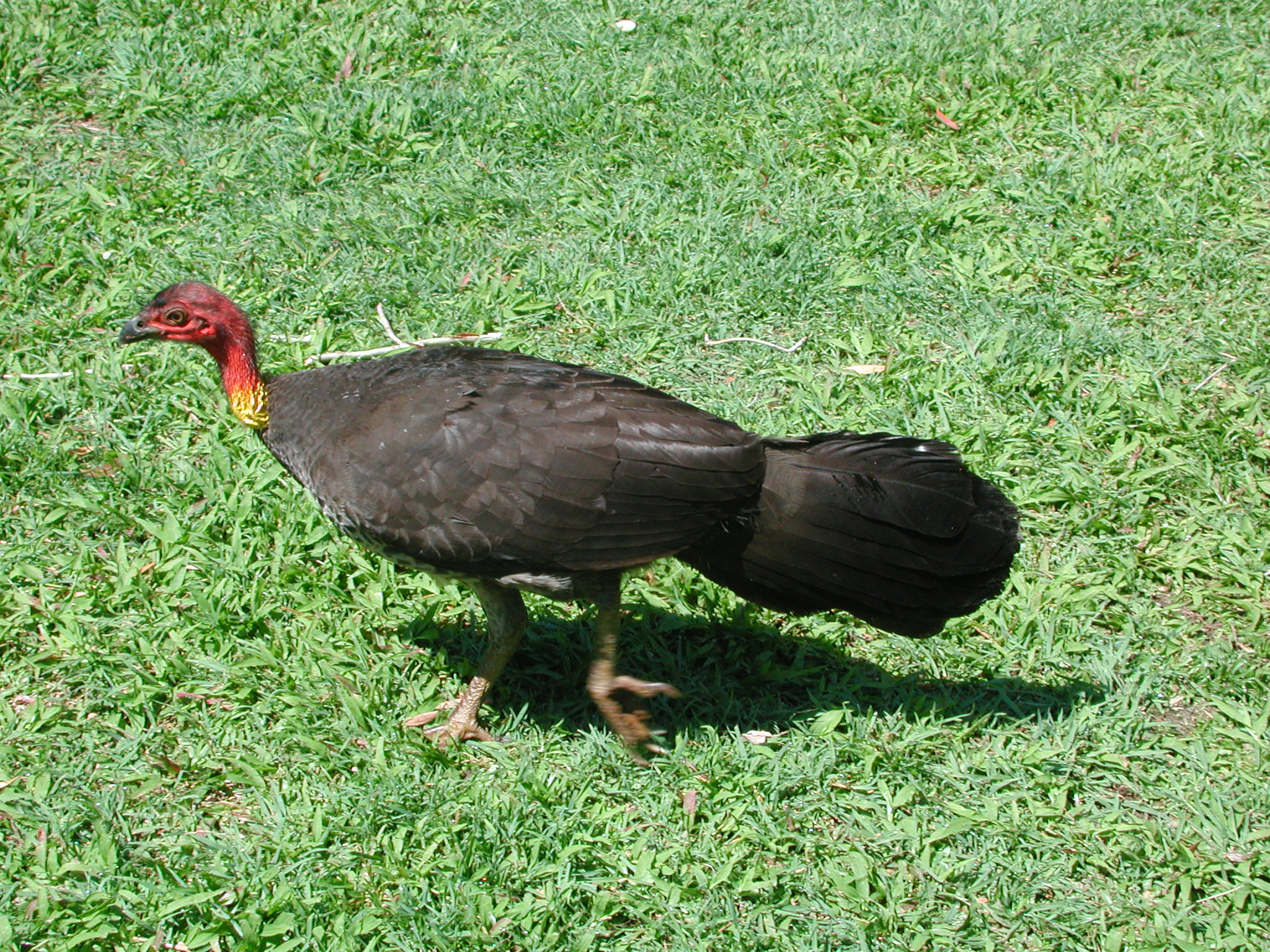
Alectura lathami
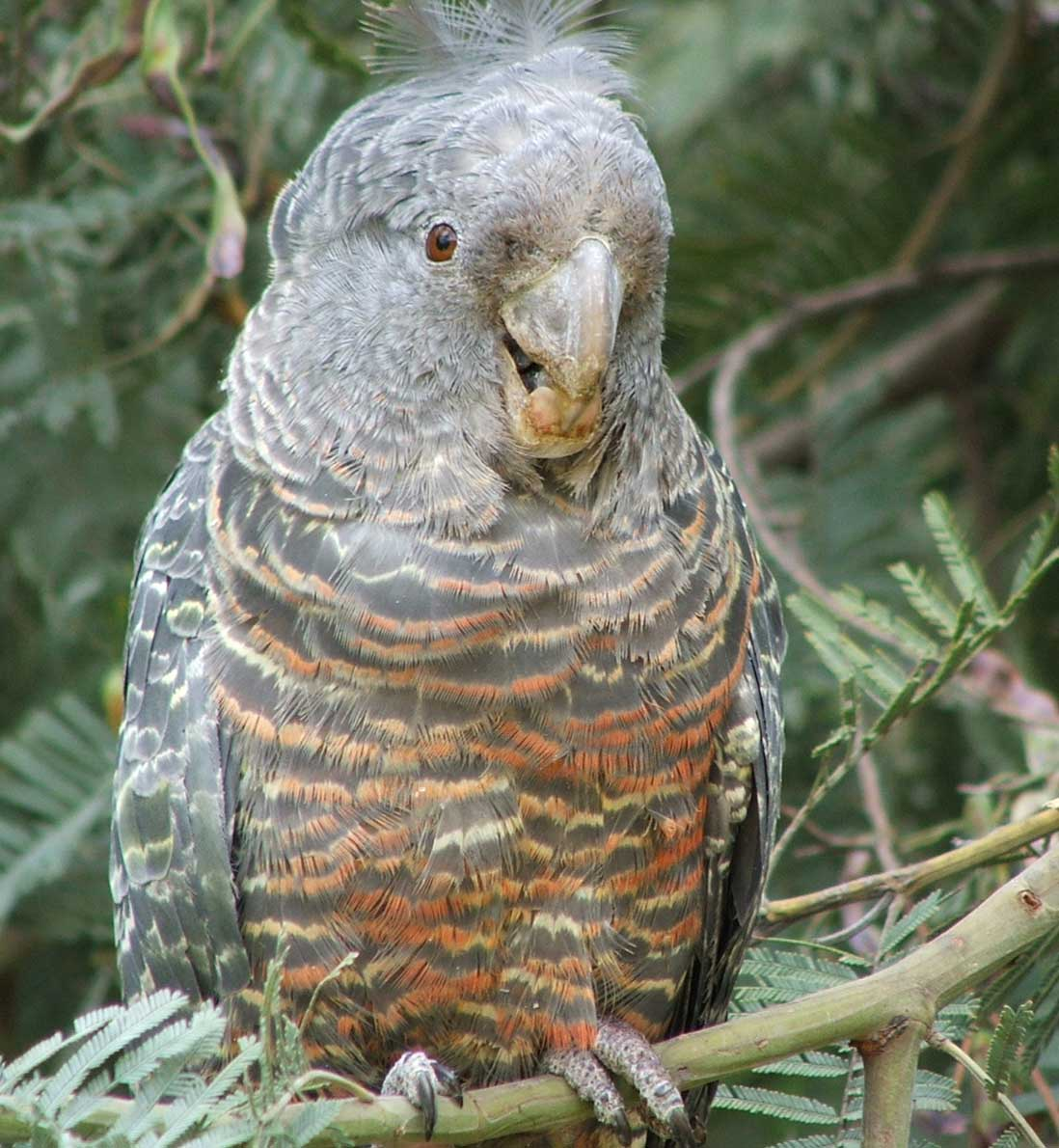
Callocephalon fimbriatum
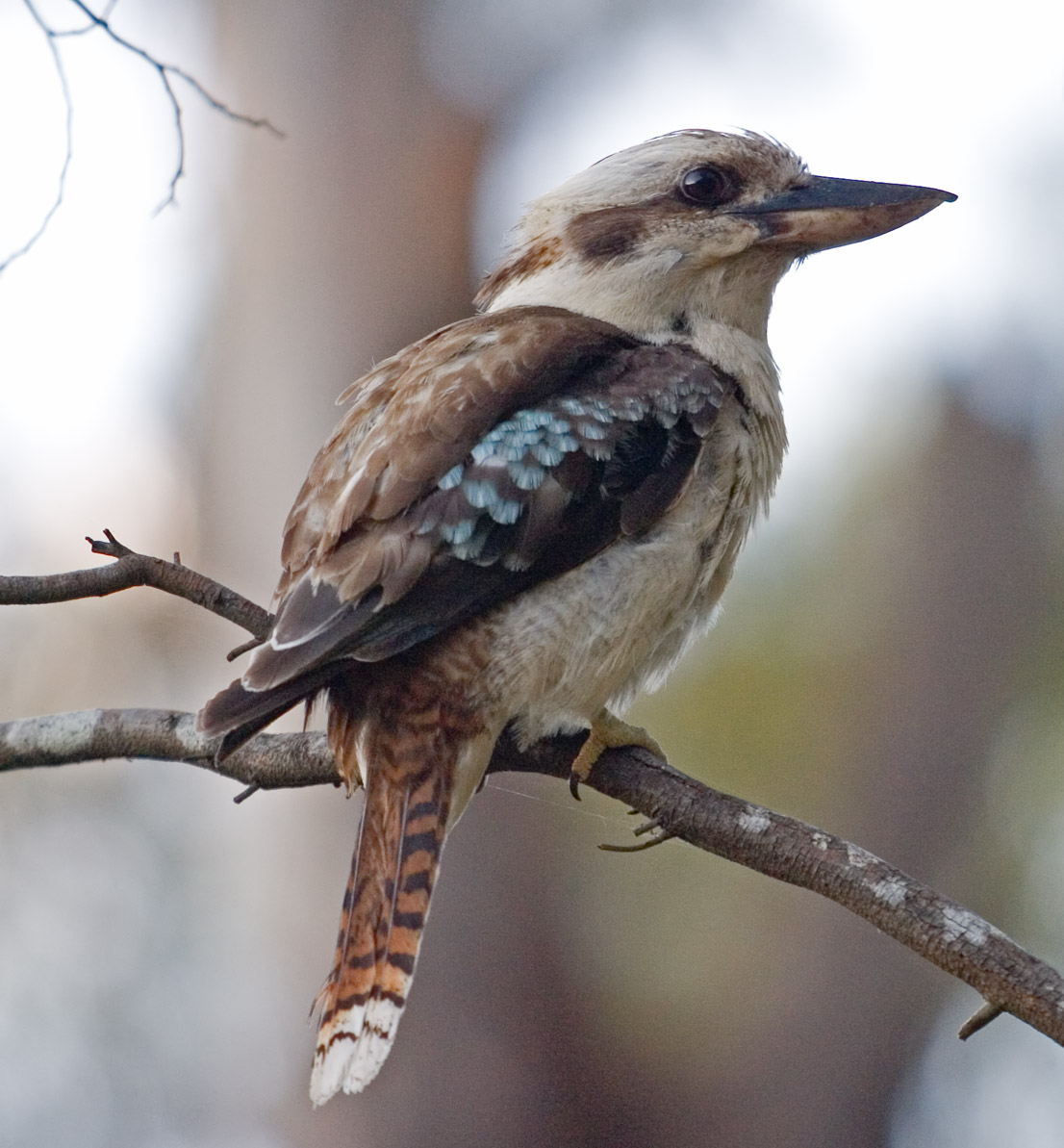
Dacelo novaeguineae